# Elisa Rigaudo
Elisa Rigaudo (Cuneo, 17 de junio de 1980) es una atleta italiana especializada en marcha atlética.
En el año 2008 acudió a los Juegos Olímpicos de Pekín consiguiendo la medalla de bronce en los 20 km. La marca conseguida en esta competición es la que hoy en día tiene como mejor marca personal en 20 km marcha, 1h:27:12. En 2011 consiguió de nuevo una medalla de bronce, en esta ocasión en el Campeonato Mundial de Daegu 2011. Inicialmente había obtenido el 4º puesto pero la atleta rusa Olga Kanískina, ganadora de la prueba, fue descalificada el 24 de marzo de 2016 por el TAS acusada de dopaje. La IAAF anunció que las medallas serían redistribuidas en todas las competiciones bajo su control por lo que Rigaudo pasó del puesto 4º al 3º. 
Participó en los Juegos Olímpicos en dos ocasiones más. La primera fue en Atenas 2004, en los que quedó en sexta posición. La última ocasión fue en los Juegos de Londres 2012, donde terminó en séptimo lugar.

## Enlaces externos

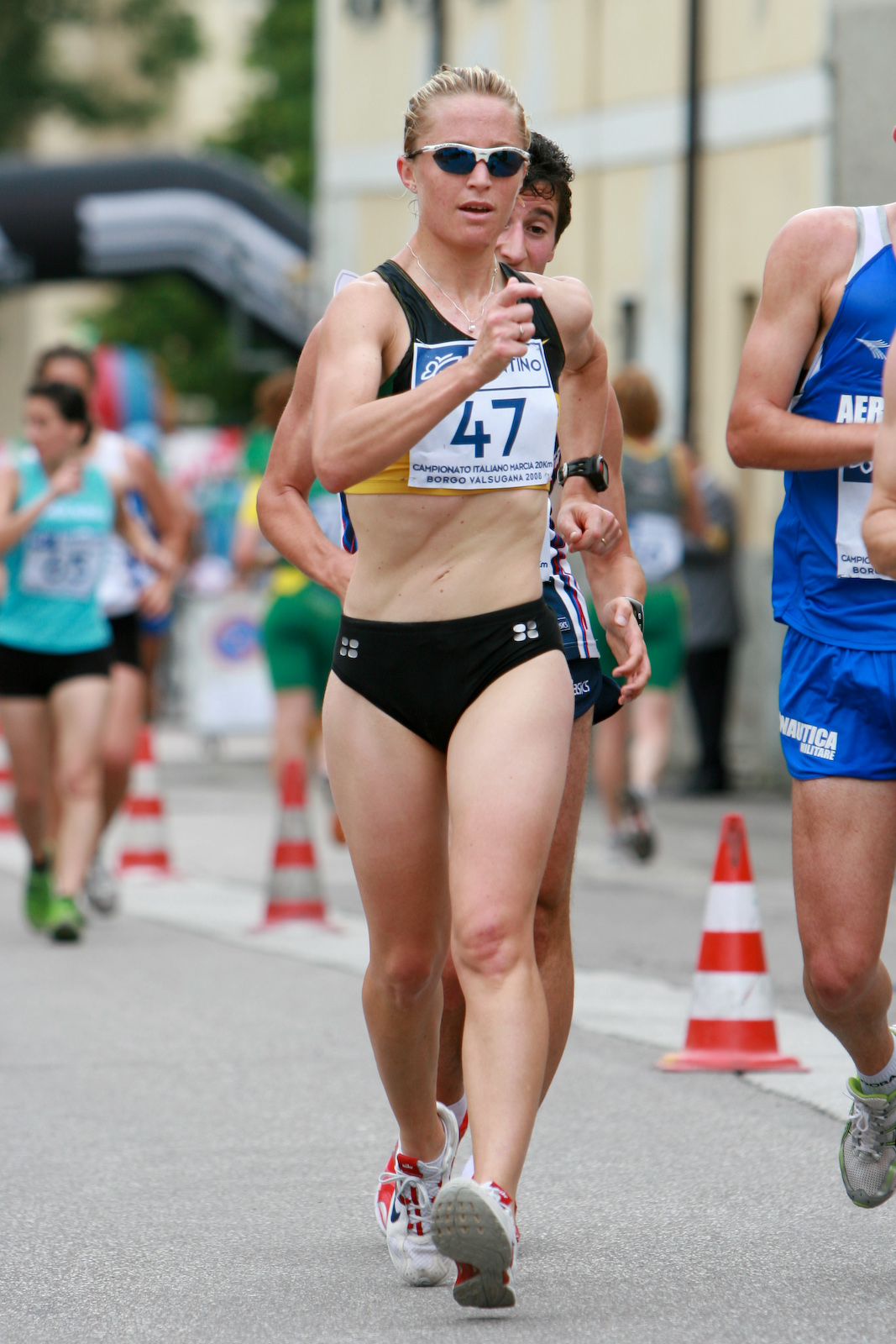